# Smętowo Graniczne (gmina)
Smętowo Graniczne (daw. gmina Leśna Jania) – kociewska gmina wiejska w województwie pomorskim, w powiecie starogardzkim. W latach 1975–1998 gmina położona była w województwie gdańskim.
W skład gminy wchodzi 12 sołectw: Bobrowiec, Frąca, Kamionka, Kopytkowo, Kościelna Jania, Lalkowy, Leśna Jania, Luchowo, Rynkówka, Smętowo Graniczne, Smętówko, Stara Jania
Siedziba gminy to Smętowo Graniczne.
Według danych z 30 czerwca 2004 gminę zamieszkiwało 5246 osób.

## Struktura powierzchni
Według danych z roku 2002 gmina Smętowo Graniczne ma obszar 86,12 km², w tym:
- użytki rolne: 73%
- użytki leśne: 18%

Gmina stanowi 6,4% powierzchni powiatu.

## Infrastruktura

### Szlaki komunikacyjne
Podstawowe powiązania realizowane są przez drogę wojewódzką nr 231 i drogę wojewódzką nr 259.

### Kolej
Przez teren gminy Smętowo Graniczne przebiega zelektryfikowana, magistralna linia kolejowa Śląsk – Gdańsk oraz nieczynna linia 238 Myślice – Szlachta. Obsługujące ruch pasażerski i towarowy stacje to: Stacja Smętowo.

### Autostrada
Przez teren gminy przebiega odcinek sekcji 4 autostrady A1 na której znajduje się węzeł drogowy w Kopytkowie.

## Demografia
Dane z Głównego Urzędu Statystycznego „Statystyczne Vademecum Samorządowca 2017”:
| Opis                              | Ogółem | Ogółem | Kobiety | Kobiety | Mężczyźni | Mężczyźni |
| --------------------------------- | ------ | ------ | ------- | ------- | --------- | --------- |
| jednostka                         | osób   | %      | osób    | %       | osób      | %         |
| populacja                         | 5258   | 100    | 2645    | 50      | 2613      | 50        |
| gęstość zaludnienia (mieszk./km²) | 61     | 61     | 30,5    | 30,5    | 30,5      | 30,5      |

- Piramida wieku mieszkańców gminy Smętowo Graniczne w 2014 roku[1]:

## Szkolnictwo
Funkcje oświatowe pełnią w gminie pięć placówek. Jest to Szkoła Podstawowa im. ks. Pawła Szynwelskiego w Smętowie Granicznym, przedszkole Samorządowe, Szkoła branżowa pierwszego stopnia. Czwartą z placówek jest Szkoła Podstawowa w Kopytkowie. Ostatnią jest szkoła podstawowa w Kamionce, która jest też najmniejsza placówka liczącą 75 uczniów.

## Historia
W państwie pierwszych Piastów z przełomu X – XI wieku
W początkach istnienia państwa polskiego w XI w. teren obecnej gminy był pod władztwem przedstawicieli administracji książęcej, która zarządzała okręgami w ośrodkach kasztelańskich w Świeciu i Starogardzie. W połowie XI w. nastąpiło oderwanie ziem pomorskich od Polski i powrót dawnych lokalnych władców.
W okresie po ponownym przyłączeniu do Polski w 1123–1227
W tym okresie teren obecnej gminy był pod zwierzchnictwem ośrodka grodowego w Świeciu, gdzie w imieniu księcia zwierzchniego Polski zarządzali namiestnicy tytułowani jako „principes” lub książę. Wśród nich występowali: Grzymisław, Mściwoj I.
W okresie samodzielności politycznej Pomorza Gdańskiego 1227–1295
W tym okresie teren obecnej gminy obejmowało księstwo świeckie z ośrodkiem władzy książęcej w Świeciu, podległe zwierzchniemu księciu w Gdańsku. W II poł. XIII w. w Nowem funkcjonowała mniejsza jednostka – kasztelania nowska z siedzibą kasztelana w Nowem.
Jako książęta występowali: Świętopełk II, Warcisław I i Mściwoj II.
W okresie jednoczenia z Polska 1295–1309
W tym okresie teren obecnej gminy był związany z Polską. W imieniu władców występowali namiestnicy występujący w Świeciu i Nowem, reprezentowani przez ród Święców.
W okresie panowania Zakonu krzyżackiego 1309–1466
W tym okresie tj. od podboju Pomorza Gdańskiego przez Krzyżaków w 1308 do zakończenia wojny trzynastoletniej w 1466 r. ziemia smętowska wchodziła w skład Państwa Zakonu Krzyżackiego w Prusach, a administracyjnie i gospodarczo należała do okręgu nowskiego z siedzibą urzędników (prokuratorów) w Nowem, który wchodził w skład wójtostwa tczewskiego z siedzibą wójta w Tczewie a ten podlegał komturowi w Malborku.
W okresie panowania polskiego 1466–1772
W tym okresie ziemia smętowska należała do Królestwa Polski a administracyjnie wchodziła w skład prowincji Prusy Królewskie, województwa pomorskiego z siedzibą wojewody w Skarszewach (od ok. poł. XVII w.) i powiatu nowskiego a gospodarczo, pod względem administracji dóbr państwowych, do starostwa nowskiego.
W początkowym okresie zaboru pruskiego 1772–1815
W tym okresie, od pierwszego rozbioru Polski, ziemia smętowska należała do Królestwa Prus i wchodziła w skład prowincji Prusy Zachodnie (Westpreußen) z siedzibą Kamery Wojen i Domen w Kwidzynie (od 1807 r. rejencja zachodniopruska w Kwidzynie) oraz powiatu (Landkreis) w Starogardzie Gdańskim.
W latach 1807–1813 nastąpiły czasowe zmiany w podległości państwowej i administracyjnej, co było spowodowane kampanią napoleońską na Pomorze w 1807 r., kiedy przebywały tu wojska polskie dowodzone przez gen. J.H. Dąbrowskiego, następnie wojska francuskie, a w końcu rosyjskie walczące z Francją. W tym czasie administracja w znacznym stopniu należała do dowódców wojskowych.
W okresie zaboru pruskiego po kongresie wiedeńskim 1815–1920
W tym okresie ziemia smętowska należała do Królestwa Prus i wchodziła w skład prowincji Prusy Zachodnie (Westpreußen) z siedzibą władz w Gdańsku, rejencji kwidzyńskiej (Regierungsbezirk Marienwerde) i z siedzibą władz w Kwidzynie, powiatu kwidzyńskiego (Kreis Marienwerde) z siedzibą władz w Kwidzynie i urzędów obwodowych (ukształtowanych ok. 1870 r.) we: Frący, Kopytkowie, Rynkówce i Ostrowitem oraz do kształtujących się w poł. XIX w. gmin wiejskich w: Kamionce, Kościelnej Jani, Lalkowach, Leśnej Jani, Bobrowiecu (do 1877 i od 1906) i Rynkówce (od 1903) i obszarów dworskich w: Frąca, Kopytkowo, Lalkowy, Leśna Jania, Rynkówka, Smętowo, Smętówko, Smarzewo, Kornatka (od 1877) i Bobrowiec (od 1877 do 1906).
W okresie II Rzeczypospolitej 1920–1939
W tym okresie teren obecnej gminy należał do Rzeczypospolitej Polskiej i wchodził w skład województwa pomorskiego z siedzibą wojewody w Toruniu oraz w latach 1920–1932 do powiatu gniewskiego i należących do niego wójtostw we: Frący z siedzibą we Włosienicy, Kopytkowie, Ostrowitem i Rynkówce oraz samorządowymi gminami (tzw. jednowioskowe): Bobrowiec, Kamionka, Kościelna Jania, Lalkowy, Leśna Jania, Rynkówka i obszarami dworskimi: Frąca, Kopytkowo, Lalkowy, Leśna Jania, Smętowo, Smętówko, Stara Jania,
W 1932 r. zlikwidowano powiat gniewski a teren obecnej gminy przydzielono do:
- powiatu starogardzkiego z wójtostwami we Frący i Kopytkowie oraz gminami (tzw. jednowioskowe): Bobrowiec, Kamionka, Kościelna Jania, Lalkowy, Leśna Jania, Rynkówka i obszarami dworskimi: Frąca, Kopytkowo, Lalkowy, Leśna Jania, Smętowo, Smętówko, Stara Jania,
- powiatu świeckiego z wójtostwem w Ostrowitem i gminami (tzw. jednowioskowe w Czerwińsku, Luchowie, Smarzewie i Kulmadze).

W 1934 r. przeprowadzono reformę podziału administracyjnego, zlikwidowano wójtostwa i utworzono gminy samorządowe (tzw. gminy zbiorowe) w tym:
- 3.10.1934 r. gminę w Leśna Jania, wchodzącą w skład powiatu starogardzkiego i obejmującą dawne gminy jednowioskowe: Bobrowiec, Kamionka, Kościelna Jania, Lalkowy, Leśna Jania, Rynkówka i obszarów dworskich: Frąca, Kopytkowo, Lalkowy, Leśna Jania, Smętowo, Smętówko, Stara Jania,
- gminę Nowe – wieś, wchodzącą w skład powiatu świeckiego i obejmującą m.in. pozostałe miejscowości z obecnej gminy, dawne gminy jednowioskowe: Czerwińsk, Luchowo, Smarzewo i Kulmagę.

W okresie okupacji niemieckiej 1939–1945
W tym okresie ziemia smętowska była pod okupacją Niemiec, administracyjnie została wcielona do Rzeszy Niemieckiej i wchodziła w skład okręgu Rzeszy, Gdańsk- Prusy Zachodnie (Reichsgau Danzig – Westpreussen) oraz:
- rejencji gdańskiej (Regierungsbezirk Danzig) w Gdańsku i powiatu starogardzkiego (Landkreis Preussch Stargard) oraz do urzędu obwodowego (Amstbezirk) w Leśnej Jani (Lesnian, a od 1942 Waldjahn), do którego należały osady i folwarki: Bobrowiec, Frąca, Kamionka, Kopytkowo, Kościelna Jania, Lalkowy, Leśna Jania, Rynkówka, Smętowo,
- rejencji bydgoskiej (Regierungsbezirk Bromberg) i powiatu świeckiego (Kreis Schwetz) oraz urzędu obwodowego (Amstbezirk) w Ostrowitem (Osterwitt), do którego należały osady i folwarki: Czerwińsk, Kulmaga, Smarzewo i Luchowo.

Jednocześnie w tym okresie funkcjonowały struktury Polskiego Państwa Podziemnego z delegaturą rządu emigracyjnego na Pomorze.
W okresie Polski Ludowej 1945–1989
W tym okresie ziemia smętowska należała do Rzeczypospolitej Polskiej (od marca 1945 do 21.07.1952), Polskiej Rzeczypospolitej Ludowej (od 22.07.1952 do 31.12.1989), Rzeczypospolitej Polskiej (od 31.12.1989) i wchodziła:
- w okresie od 1945 – 28.09.1954 do:
  - województwa gdańskiego, powiatu starogardzkiego i gminy Leśna Jania z gromadami: Bobrowiec, Frąca, Kamionka, Kopytkowo, Kościelna Jania, Lalkowy, Leśna Jania, Rynkówka i Smętowo,
  - województwa pomorskiego (28.06.1950 przemianowane na województwo bydgoskie), powiatu świeckiego i gminy Nowe – wieś z gromadami: Czerwińsk, Smarzewo, Kulmaga i Luchowa,
- w okresie od 29.09.1954 – 31.12.1972 (gminy zostały zlikwidowane) do:
- województwa gdańskiego i powiatu starogardzkiego (powiększonego w 1954 r. o Czerwińsk, Luchowo, Smarzewo i Kulmagę z powiatu świeckiego i woj. bydgoskiego) z gromadami: Frąca (1.01.1959 włączona do L. Jani), Leśna Jania, Smętowo,
- w okresie od 1.01.1973 do 27.05.1990 do: województwa gdańskiego, powiatu starogardzkiego (28.05.1975 powiaty zostały zlikwidowane, wprowadzono dwustopniowy podział administracyjny) i gminy Smętowo Graniczne,
- w okresie od 28.05.1990 do 31.12.1998 r. (po przemianach ustrojowych w Polsce):
- do województwa gdańskiego i samorządowej gminy Smętowo Graniczne,
- w okresie od 1.01.1999 r. (po reformie administracyjnej państwa) do: samorządowego województwa pomorskiego z siedzibą w Gdańsku, samorządowego powiatu starogardzkiego w Starogardzie Gdańskim i samorządowej gminy Smętowo Graniczne.

## Turystyka
Na terenie warto odwiedzić:
- Centrum Kultury Kociewskiej Lalkowy[5]
- Centrum Historyczno – Edukacyjne we Frący[6]
- Pałac w Rynkówce[7]

## Miejscowości bez statusu sołectwa
Czerwińsk, Kulmaga, Rudawki, Smarzewo.

## Sąsiednie gminy
Gniew, Morzeszczyn, Nowe, Osiek, Skórcz